# Crytea erythraea
Crytea erythraea là một loài tò vò trong họ Ichneumonidae.